# Christelle Ratri
Christelle Ratri, de son vrai nom  Elisa Christelle Ratrimoarivony, est une musicienne (bassiste) et une chanteuse malgache, devenue leader du groupe Kristel. 

## Biographie
De son vrai nom  Elisa Christelle Ratrimoarivony, elle est née dans les années 1990. Son père est professeur de musique,. Elle commence à jouer sur de petites scènes vers 16 ans, surtout en tant que chanteuse. En 2013, après avoir joué au sein de quelques formations, elle est bassiste du groupe Mafonja, et cela jusqu’à fin 2014. Puis elle devient bassiste de Silo Andrianandraina, jusqu’en 2016,.
En 2017, le groupe Kristel se lance, qu’elle constitue avec son frère, le guitariste Andry Micka Benkhely, et le batteur Andry Sylvano. Ils composent leurs textes en anglais et en malgache. Après un premier single, Izy, il démarre sur scène au Festival Libertalia Music Festival à Antananarivo, sur l’île de Madagascar, puis sur d’autres scènes musicales telles que, sur l’île Maurice, le Mauritius Music Expo (MOMIX) ou encore le One Live Musik Festival. Cette même année, le groupe sort son premier EP, TNM, effectue une tournée à l’international dont la France, et est présent ainsi au MaMA Festival à Paris. En 2018, ce groupe publie l’album Irony. Une année plus tard, le groupe entame une tournée qui le conduit dans plusieurs villes africaines, notamment à Praia (capitale du Cap-Vert), Nairobi, Djibouti, Addis-Abeba, Kinshasa et Antsiranana. Puis il sort un nouvel EP, Let’s Be Happy, et en 2021  l’EP Take It Easy,.